# アラベスク (アルバム)
『アラベスク』（Arabesque）は、ジェーン・バーキンが2002年に発表したライヴ・アルバム。EMIミュージック・フランスへの移籍第1弾アルバム。

## 解説
Djamel Benyelles（アルジェリア出身のヴァイオリニスト）を中心としたバック・バンドと共に行われたライヴを収録。バーキンのレパートリーに加え、かつてのパートナーであるセルジュ・ゲンスブールが自己名義で発表した楽曲や、Djamel Benyelles作曲のインストゥルメンタルも演奏されている。同時期に発売された同名のDVDは、本作未収録曲を4曲追加した内容。
日本発売は2003年3月5日で、「エリザ」のスタジオ録音ヴァージョンがボーナス・トラックとして追加収録された。

## 収録曲
特記なき楽曲はセルジュ・ゲンスブール作。5.と6.はポエトリー・リーディング。
1. エリザ - "Élisa" (Serge Gainsbourg, Michel Colombier) - 7:21
2. それなのに - "Et quand bien meme" - 5:11
3. 僕の愛 - "L’amour de moi" (Traditional, S. Gainsbourg) - 6:06
4. コーヒー・カラー - "Couleur café" - 4:40
5. アノ/クローズ・トゥ・ザ・リヴァー - "Anno ‘Close to the river’ " (Anno) - 2:53
6. 憂鬱 - "Dépression au dessus du jardin" - 0:42
7. メロディのワルツ - "Valse de Melody" - 6:21
8. 愛のイニシャル - "Haine pour aime" - 3:51
9. いつわりの愛 - "Amours des feintes" - 5:27
10. シー・レフト・ホーム (インスト) - "She left home (instrumental) " (Djamel Benyelles) - 4:24
11. シックなランジェリー - "Les dessous chics" - 3:22
12. 天国の鍵束 - "Les clés du Paradis" (Jacques Duvall, Alain Chamfort, J.N. Chaleat) - 6:02
13. 虹の彼方 - "Fuir le bonheur" - 5:07
14. さよならなんて言えない (さよならを教えて) - "Comment te dire adieu" (Arnold Goland, Jack Gold, S. Gainsbourg) - 5:46
15. バビロンの妖精 - "Baby alone in Babylone" - 4:02
16. ラ・ジャヴァネーズ - "La javanaise" - 2:34

### 日本盤ボーナス・トラック
1. エリザ (スタジオ・レコーデッド・ヴァージョン) - "Élisa (version studio)" (S. Gainsbourg, M. Colombier) - 3:49

## 参加ミュージシャン
- ジェーン・バーキン - ボーカル
- Djamel Benyelles - ヴァイオリン、編曲
- Fred Maggi - ピアノ、キーボード
- Amel Riahi el Mansouri - リュート
- Aziz Boulaaroug - パーカッション
- Moumen - ボーカル